# Craig T. Nelson
Craig Richard Nelson (ur. 4 kwietnia 1944 w Spokane) – amerykański aktor, komik, reżyser, scenarzysta i producent telewizyjny. Laureat nagrody Primetime Emmy w kategorii „Wybitny aktor pierwszoplanowy - serial komediowy” za rolę trenera Haydena Foxa w sitcomie ABC Świat pana trenera.

## Życiorys
Urodził się w Spokane w stanie Waszyngton jako syn tancerki Very Margaret (z domu Spindler; 1906–1971) i biznesmena Armanda Gilberta Nelsona (1901–1965). Jego ojciec był perkusistą w zespole Binga Crosby’ego. Jego rodzina była pochodzenia norweskiego (dziadek ze strony ojca), niemieckiego (dziadek ze strony matki), szkockiego, angielskiego, irlandzkiego i holenderskiego. Ukończył Central Washington University w Ellensburg, Yakima Valley Community College w Yakima i Uniwersytet Arizony (1969).
Rozpoczął karierę w branży rozrywkowej jako scenarzysta komedii impro i skeczy stand-up, występując w radiu i nocnych klubach w okolicach Los Angeles. Przez pewien czas przy pisaniu scenariuszy pomagał mu był przyszły reżyser Barry Levinson. Zrezygnował z show-biznesu na cztery i pół roku, aby zamieszkać w północnej Kalifornii i założyć rodzinę. Zadebiutował na kinowym ekranie z Alem Pacino w kryminalnym dramacie sądowym Normana Jewisona ...i sprawiedliwość dla wszystkich (1979), którego współscenarzystą był Levinson. W 1983 zagrał w produkcji off-broadwayowskiej jako Harold „Okie” Peterson w sztuce Przyjaciele u boku Rona Silvera. W 1998 wystąpił na Broadwayu w roli Nata Millera w komedii Ah, Wilderness!.

## Filmografia

### filmy fabularne
- 1979: ...i sprawiedliwość dla wszystkich jako Frank Bowers
- 1980: Czyste szaleństwo jako zastępca Ward Wilson
- 1980: Wzór jako geolog
- 1980: Tam wędrują bizony jako policjant na stanowisku
- 1980: Szeregowiec Benjamin jako kpt. William Woodbridge
- 1982: Duch jako Steven Freeling
- 1983: Mężczyzna, kobieta i dziecko jako Bernie Ackerman
- 1983: Silkwood jako Winston
- 1983: Wszystkie właściwe posunięcia jako trener Burt Nickerson
- 1983: Weekend Ostermana jako Bernard Osterman
- 1984: Pola śmierci jako major Reeves
- 1986: Duch II: Druga strona jako Steve Freeling
- 1988: Szalony Jackson jako Peter Dellaplane
- 1989: Urodzony 4 lipca jako oficer marynarki
- 1989: Turner i Hooch jako szef Howard Hyde
- 1996: Duchy Missisipi jako Ed Peters
- 1996: Gdyby ściany mogły mówić (TV) jako Jim Harris
- 1996: Dziwak z Central Parku jako kowboj
- 1997: Adwokat diabła jako Alexander Cullen
- 1997: Fakty i akty jako senator John Neal
- 2000: Sekta jako Litten Mandrake
- 2004: Iniemamocni jako Bob Parr / Pan Incredible (głos)
- 2005: Rodzinny dom wariatów jako Kelly Stone
- 2007: Ostrza chwały jako trener
- 2009: Narzeczony mimo woli jako Joe Paxton
- 2010: W firmie jako James Salinger
- 2011: Surferka z charakterem jako dr David Robinsky
- 2015: Cienki Bolek jako Martin Barrow
- 2016: Gold jako Kenny Wells
- 2018: Pozycja obowiązkowa jako Bruce
- 2018: Iniemamocni 2 jako Bob Parr / Pan Incredible (głos)
- 2023: Book Club. Następny rozdział jako Bruce Jutsum

### seriale TV
- 1978: Aniołki Charliego jako Stone
- 1978: Wonder Woman jako Sam
- 1989–1997: Świat pana trenera jako trener Hayden Fox
- 2000: Partnerki jako Ralph Thorson
- 2000–2004: Bez pardonu jako szef Jack Mannion
- 2002: Tajne akcje CIA jako szef Jack Mannion
- 2007: Na imię mi Earl jako Warden Jerry Hazelwood
- 2008–2009: CSI: Kryminalne zagadki Nowego Jorku jako Robert Dunbrook
- 2009: Detektyw Monk jako sędzia Ethan Rickover
- 2010–2015: Parenthood jako Ezekiel „Zeke” Braverman
- 2013: Hawaii Five-0 jako Tyler Cain
- 2015: Grace i Frankie jako Guy
- 2019–2022: Młody Sheldon jako trener Dale Ballard